# Подвязье (Псковский район)
Подвязье — обезлюдевшая  деревня в Карамышевской волости Псковского района Псковской области России. Численность населения деревни по состоянию на 2000 год составляла 15 человек.

## География
Расположена в лесной местности, в 14 км к юго-востоку от села Карамышево и в 48 км к юго-востоку от центра города Пскова.

## История
До 1 января 2010 года деревня входила в состав ныне упразднённой Осиновичской волости.

## Население
| 2001 | 2002 | 2010 |
| ---- | ---- | ---- |
| 15   | ↘12  | ↘0   |